# František Malkovský
František Malkovský (5. prosince 1897, Bystřice – 8. června 1930, Karlovy Vary) byl vojenský stíhací a akrobatický pilot, díky svému pilotnímu umění přezdívaný „král vzduchu“. Byl celkově pátým a druhým evropským pilotem, který provedl obrácený přemet (outside loop). Většinou vystupoval s červeně zbarveným stíhacím letounem Avia BH-21, přezdívaným „Rudý ďábel“. Tragicky zahynul roku 1930 při zřícení svého letounu na leteckém dni v Karlových Varech.

## Život
Narodil se roku 1897 v Bystřici u Benešova. Jeho otec byl četníkem. V mládí byl na louce u Benešova svědkem veřejného leteckého vystoupení českého průkopníka letectví Jana Kašpara. Roku 1915 maturoval na reálce v Praze. Ve stejném roce narukoval do první světové války. Bojoval v pěších jednotkách na italské i ruské frontě. Konec války jej zastihl v Albánii.

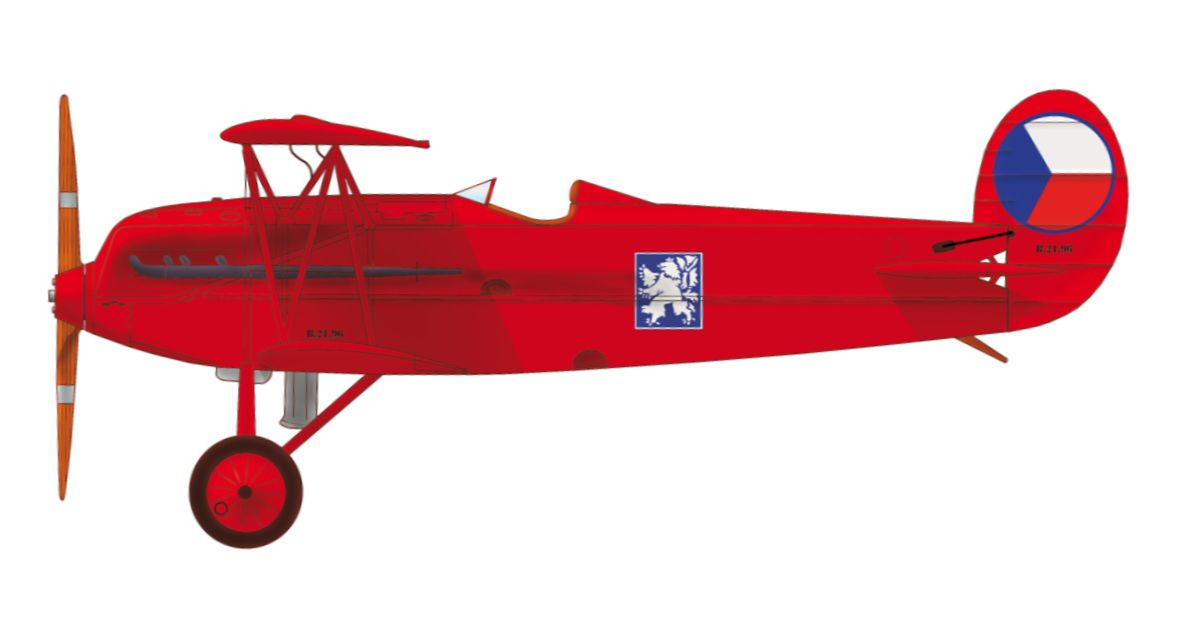
Avia B.21.96, přezdívaná „Rudý ďábel“, na níž při leteckém dnu v Karlových Varech 8. června 1930 zahynul jeden z československých "králů vzduchu" škpt. František Malkovský

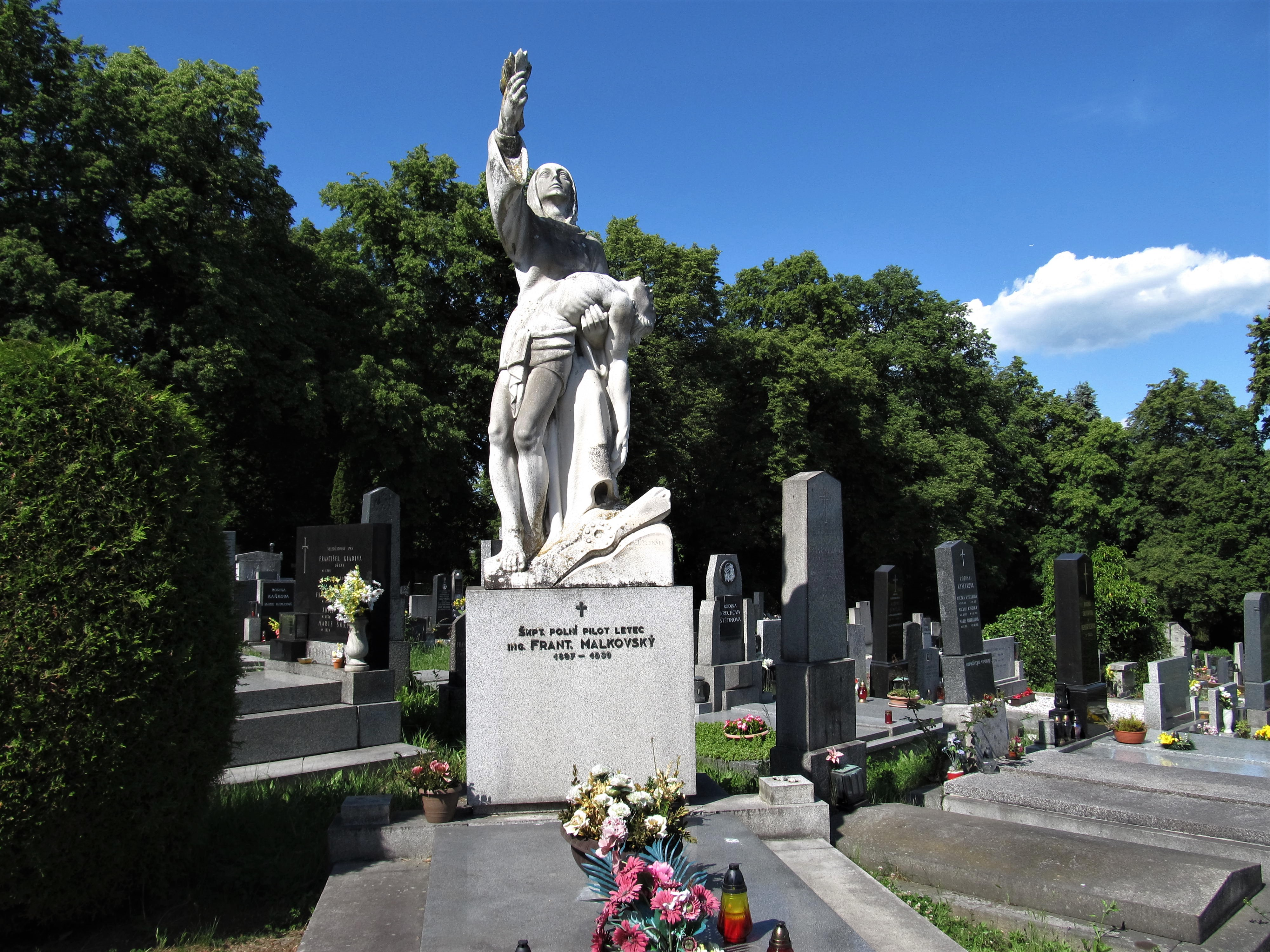
Pomník Františka Malkovského na hřbitově v Benešově

Roku 1918 vstoupil do československé armády. Od listopadu 1921 působil jako letecký pozorovatel a od listopadu 1922 jako pilot dvoumístných letounů. V roce 1922 úspěšně dokončil studium na pražském vysokém učení technickém. Dále se stal instruktorem na leteckém učilišti v Chebu. Stíhací výcvik úspěšně dokončil roku 1925. Roku 1926 byl jmenován velitelem Letky 10 1. leteckého pluku Praha.
Začal se věnovat letecké akrobacii. Nejčastěji vystupoval se speciálně upravenou červeně zbarvenou stíhačkou Avia BH-21 (B.21.96). V srpnu 1927 vystoupil s akrobatickým letounem Avia B.22 na II. leteckém mýtinku v Curychu. Společně s letcem Kňažikovským dosáhl sdíleného sedmého až osmého místa. V červnu 1928 provedl na upraveném letounu BH-21 tři obrácené přemety. Stal se pátým člověkem na světě, který to dokázal. V roce 1928 zvítězil v akrobatické soutěži vojenských pilotů a roku 1929 zvítězil na mezinárodní soutěži v Jugoslávii. Velmi často také vystupoval na leteckých dnech. Roku 1929 také ve Francii a Řecku předváděl nový letoun Avia BH-33.
Dne 8. června 1930 vystupoval na leteckém dnu v Karlových Varech. Teprve krátce před svým vystoupením přiletěl z letiště Praha-Kbely, což ještě zesílilo únavu způsobenou virózou. V závěru svého vystoupení havaroval a v troskách letounu zahynul. Pohřben byl na Novém městském hřbitově v Benešově v majestátní hrobce s alegorickým sousoším.

## Připomínky
- Busta Františka Malkovského vystavená v Leteckém muzeu Metoděje Vlacha v Mladé Boleslavi.[13]
- Na letišti v Karlových Varech byla roku 1991 instalována Pamětní deska od Jakuba Bartoše. Roku 1998 byla sejmuta a roku 2016 obnovena.[14]
- Roku 2012 byla v Bystřici u Benešova odhalena pamětní deska od Daniela Talavera.[15]